# Nur für Deutsche
Nur für Deutsche (pol. „Tylko dla Niemców”) – napis umieszczany podczas II wojny światowej w okupowanych przez III Rzeszę państwach na środkach transportu, budynkach i w miejscach użyteczności publicznej, takich jak: parki, kawiarnie, kina, teatry, etc. przeznaczonych wyłącznie dla Niemców.

## Historia w Polsce
W okupowanej Polsce narodowa segregacja była ściśle przestrzegana. Z opatrzonych tym znakiem obiektów korzystać mogła jedynie administracja niemiecka, członkowie partii nazistowskiej NSDAP, żołnierze Wehrmachtu oraz niemieccy cywile. Wszyscy inni byli uznawani za podludzi i musieli ściśle stosować się do zakazu podróżowania pojazdami oraz wchodzenia do pomieszczeń opatrzonych tym napisem. 
Gwardia Ludowa zorganizowała w 1942 zamachy na niemieckie lokale Café Club i Mitropa w Warszawie, natomiast w 1943 na Bar Podlaski i kina dla Niemców. Członkowie organizacji konspiracyjnych dokonywali akcji małego sabotażu polegających między innymi na pisaniu hasła Nur für Deutsche na murach cmentarzy i latarniach ulicznych.

## Galeria

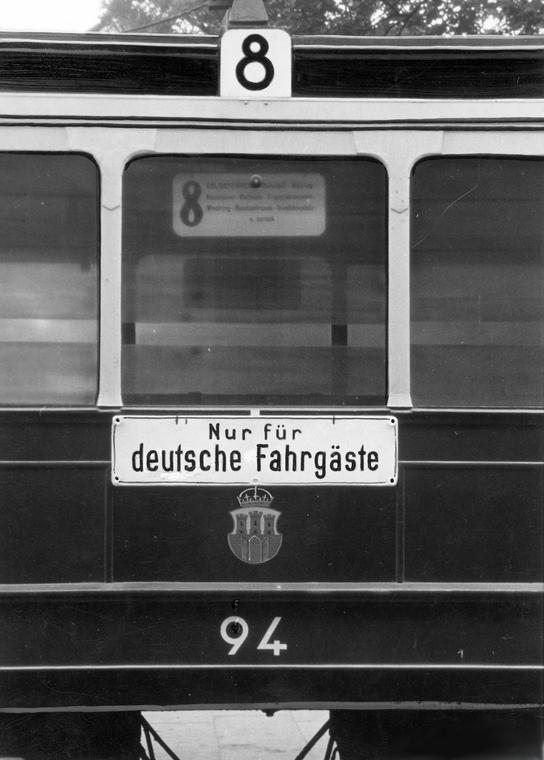
Nur für Deutsche na krakowskim tramwaju linii nr 8
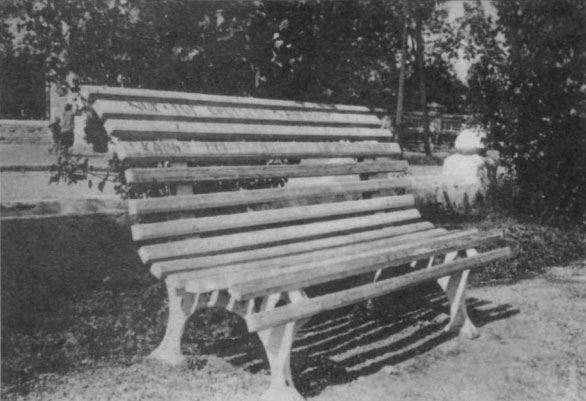
Ławka w parku miejskim w Taganrogu z napisem Nur für Deutsche (ZSRR)
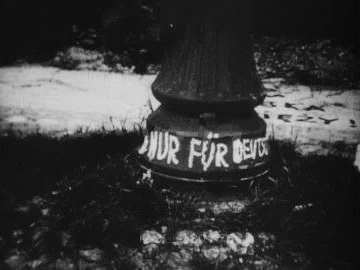
Napis Nur für Deutsche na warszawskiej latarni